# Lucero (chanteuse)
Lucero Hogaza León, connue également sous son prénom de Lucero, est une chanteuse et actrice de cinéma, de théâtre et de télévision mexicaine (née le 29 août 1969).

## Biographie
Elle est de mère mexicaine et de père espagnol.
En 1997, Lucero et Manuel Mijares se marient au Collège de las Vizcaínas au Mexique. Ce mariage est télévisé avec le commentaire de Silvia Pinal.
En 2011 le couple divorce.
Actuellement[Quand ?], elle entretient une relation sentimentale avec l'homme d'affaires mexico-libanais Michel Kuri Slim.

## Carrière
Elle commence sa carrière dès l'enfance, à l'âge de 10 ans dans le personnage de Lucerito dans les émissions de variétés à la télévision : Alegrías de mediodía et Chiquilladas de Televisa. Elle participe aux concours de chant infantiles Juguemos a cantar et América ésta es tu canción. Un de ses rôles à cette époque-là est Olivia, la fiancée de Popeye dans la série infantile Chiquilladas. 
À l'âge de 13 ans en 1982, elle enregistre son premier album, Te prometo dans lequel apparaissent des chansons comme "Viernes". Elle vend plus de  150.000 exemplaires au Mexique et aux États-Unis. Elle joue ensuite pour la première fois dans une telenovela, une adaptation de la telenovela argentine d'Andrea Celeste, intitulée : Chispita produite par Valentín Pimstein. 
En 1984 elle enregistre son deuxième disque, Con tan pocos años qui se vend à plus de 200 000 exemplaires, ce qui lui vaut un disque de platine. La même année, elle tourne aux côtés de Pedro Fernández dans le film Coqueta diffusé par Televisa.

## Générique
Lucero a été invitée en 2022, a composer, enregistrer et interpréter le générique de début et de fin pour le re-make ou la réédition de la telenovela Los ricos también lloran (Les riches pleurent aussi) ((2022)).
Pour rappel, voici les deux musiques utilisés pour les génériques de la telenovela.
- Me Reviviste - Cristian Castro, Lucero générique de début[3],[4]
- Los Ricos También Lloran - Lucero  générique de fin

## Discographie

### Albums de studio
| Année de publication | Titre de l'album                  | Discographie              |
| 2014                 | Aquí estoy                        | Universal Music (Mexique) |
| 2013                 | Lucero en concierto               | Universal Music (Mexique) |
| 2012                 | Un Lu*Jo                          | Skalona Records (Mexique) |
| 2011                 | Mi secreto de amor                | Universal Music (Mexique) |
| 2010                 | Indispensable                     | Universal Music (Mexique) |
| 2007                 | Lucero en vivo Auditorio Nacional |                           |
| 2006                 | Quiéreme tal como soy             | EMI Music (Mexique)       |
| 2004                 | Cuando sale un lucero             | EMI Music (Mexique)       |
| 2002                 | Un nuevo amor                     | Sony Music (Mexique)      |
| 2000                 | Mi destino                        | Sony Music (Mexique)      |
| 1998                 | Cerca de ti                       | Melody (Mexique)          |
| 1997                 | Piel de ángel                     | Melody (Mexique)          |
| 1995                 | Siempre contigo                   | Melody (Mexique)          |
| 1994                 | Cariño de mis cariños             | Melody (Mexique)          |
| 1993                 | Lucero                            | Melody (Mexique)          |
| 1992                 | Lucero de México                  | Melody (Mexique)          |
| 1991                 | Sólo pienso en ti                 | Melody (Mexique)          |
| 1990                 | Con mi sentimiento                | Melody (Mexique)          |
| 1989                 | Cuéntame cómo pasó                | Melody (Mexique)          |
| 1988                 | Lucerito                          | Melody (Mexique)          |
| 1986                 | Un pedacito de mí                 | Musart (Mexique)          |
| 1985                 | Fuego y ternura                   | Musart (Mexique)          |
| 1983                 | Con tan pocos años                | Musart (Mexique)          |
| 1982                 | Él                                | Musart (Mexique)          |

## Filmographie

### Films
- 1983 : Coqueta : Rocío
- 1984 : Delincuente : Cecilia Suárez
- 1985 : Fiebre de amor : Lucerito
- 1987 : Escápate conmigo : Lucerito
- 1988 : Quisiera ser hombre : Manuela / Manuel
- 1990 : Deliciosa sinvergüenza : Lucero
- 1999 : Tarzán : Jane
- 2004 : Zapata el sueño del héroe : Esperanza

## Telenovelas
- 1983 : Chispita : Isabel Chispita
- 1990 : Cuando llega el amor : Isabel Contreras
- 1993 : Los parientes pobres : Margarita Santos
- 1996 : Lazos de amor : María Guadalupe Salas / María Fernanda Rivas Iturbe / María Paula Rivas Iturbe (3 sœurs jumelles) / Laura Iturbe (leur mère)
- 2000 : Mi destino eres tú : Andrea San Vicente Fernández
- 2005 : Alborada : María Hipólita Díaz de Guzmán
- 2008 : Mañana es para siempre : Bárbara Greco de Elizalde / Rebeca Sánchez Frutos, dite La Hiena[5]
- 2010 : Soy tu dueña : Valentina Villalba Rangel, dite La Dueña
- 2012 : Por ella soy Eva : Helena Moreno Romero[6]
- 2016 : Carinha de Anjo : Tereza Lários

## Théâtre
- 1986 : Don Juan Tenorio : Doña Inés de Ulloa
- 2003 : Regina: un musical para una nación que despierta : Regina